# Bartolomeo Sanseverino

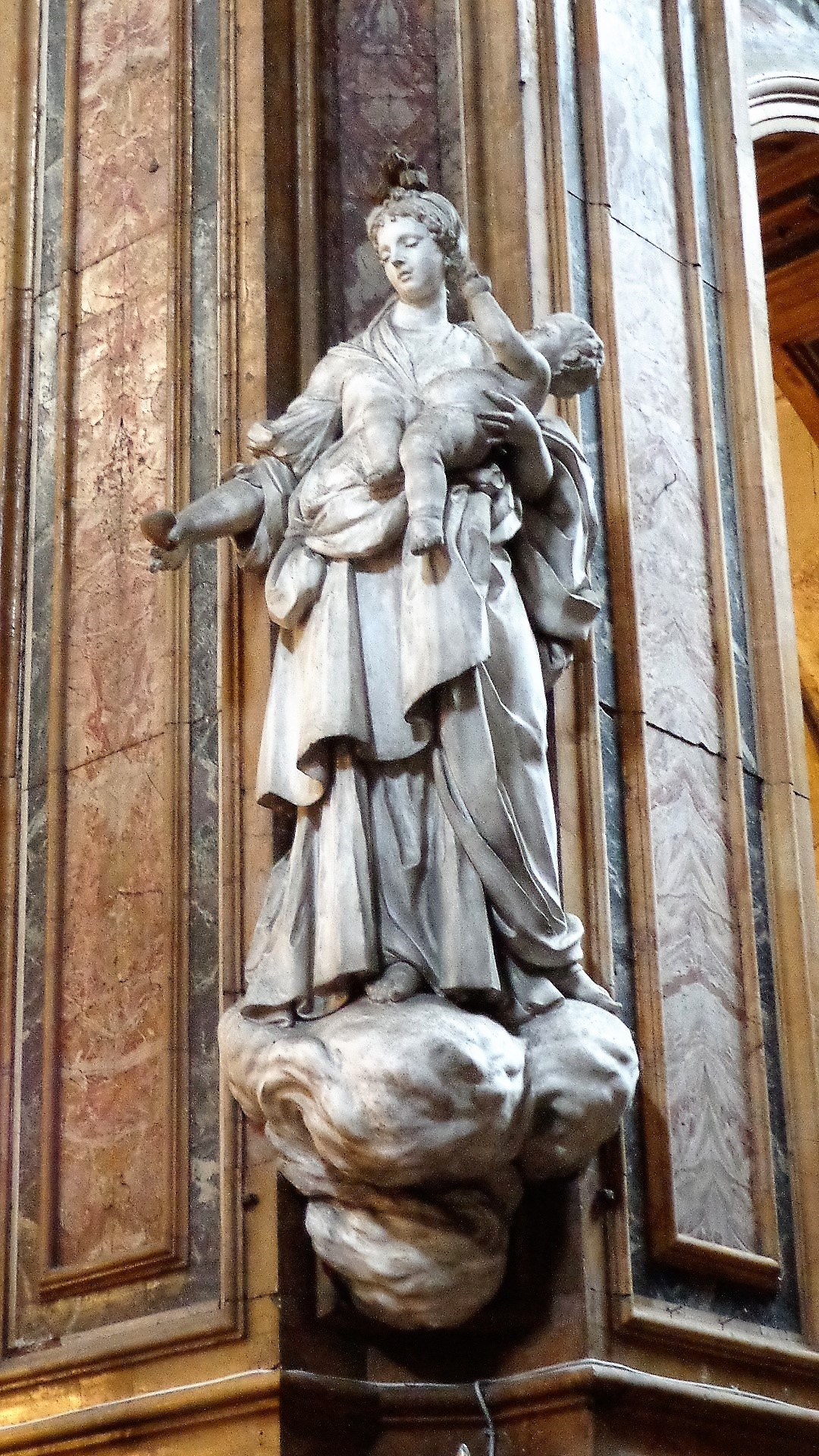
Carità.

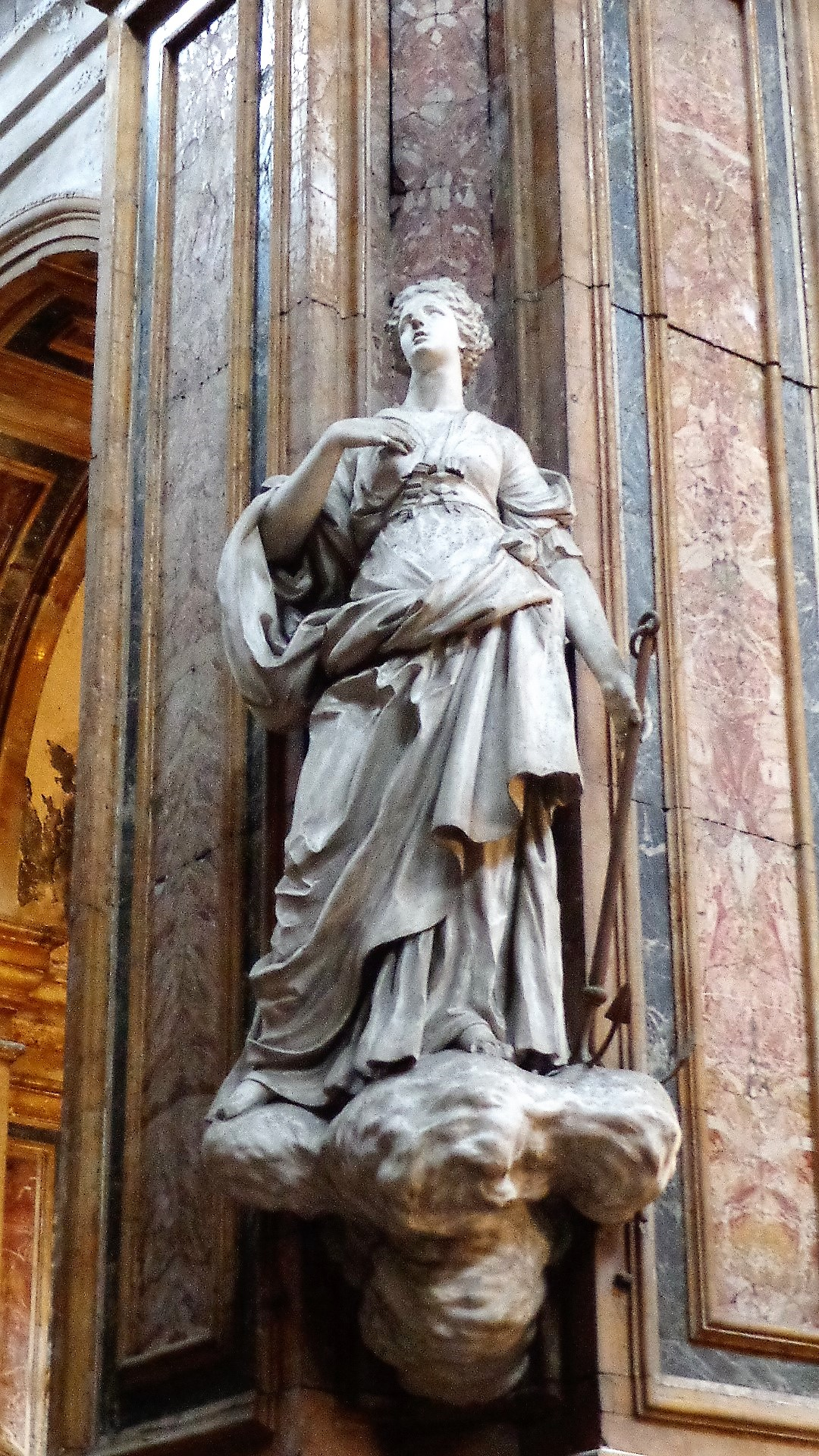
Speranza.

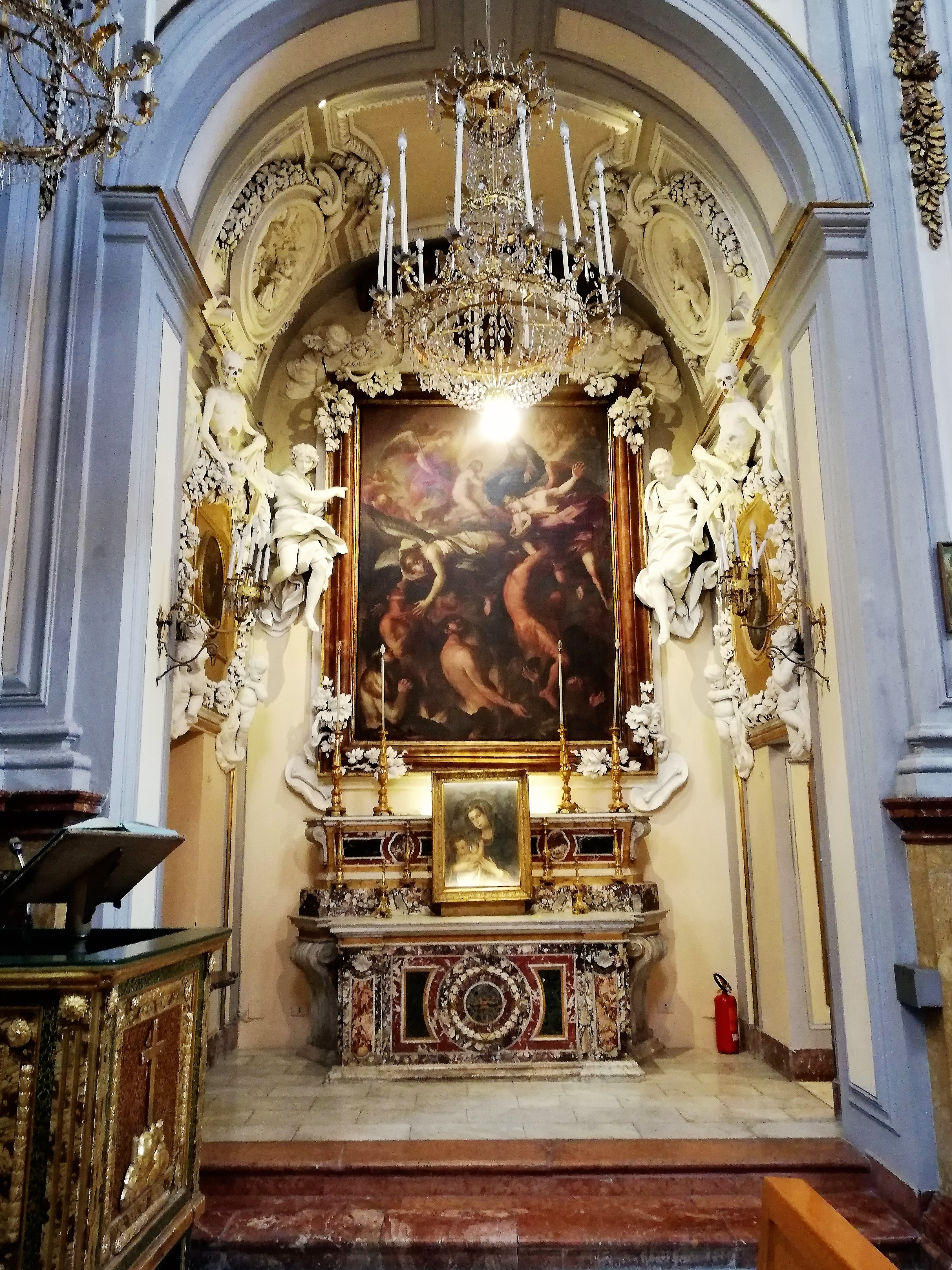
Cappella di Sant'Orsola, chiesa di Sant'Orsola.

Bartolomeo Sanseverino (Palermo, ... – Palermo, 1770 circa) è stato uno scultore e stuccatore italiano.

## Biografia
Figlio di Nicolò Sanseverino, valente allievo di Giacomo Serpotta, attivo come pittore, scultore plastico e stuccatore, dalla metà degli anni '30 agli anni '70 del XVIII secolo.
Altre opere sono documentate nel Noviziato e nell'Oratorio di San Filippo Neri (1769) con la collaborazione di Giuseppe Firriolo, attività segnate dal nascente neoclassicismo.

## Opere

### Palermo e provincia
Caccamo 
- 1755, Decorazioni, fregi e manufatti in stucco presenti nelle navate, sculture lignee di San Giuseppe e del Bambino attribuite a Gaspare Serpotta, opere presenti nella chiesa della Santissima Annunziata.

 Palermo 
- 1685 - 1696, Cappella delle Anime Purganti e Cappella di Sant'Orsola, decorazioni e manufatti in stucco realizzati in collaborazione con Giacomo Serpotta e Gaspare Firriolo, opere presenti nella chiesa di Sant'Orsola dei Negri.
- 1749, Ciclo, apparato decorativo in stucco realizzato in collaborazione col padre Nicolò, opere presenti nella chiesa di Santa Maria del Piliere o degli Angelini.
- 1754, Speranza e Carità, statue allegoriche in stucco, opere presenti nella crociera della chiesa di San Matteo al Cassaro.[1]
- Chiesa di San Stanislao Kostka: 
  - 1763, Quadroni in stucco raffiguranti Santa Rosalia condotta dagli Angeli nella Grotta della Quisquina e Santa Rosalia che incide l'iscrizione nella Grotta, manufatti presenti nella Cappella della Madonna del Lume;
  - 1765, Ciclo, decorazione a stucchi della volta del presbiterio con la raggiera e il calice, le due allegorie della Carità e dell'Ospitalità. Il ciclo comprende il Padre Eterno, circondato dai simboli degli evangelisti, l'Agnus Dei, i simboli dell'Eucaristia, quattro medaglioni raffiguranti i profeti e sacerdoti del Vecchio Testamento, e ancora conchiglie, stelle, ghirlande, palme, intrecci e i simboli del sacerdozio.
- XVIII secolo, Re David e Profeta Isaia, statue in stucco, opere presenti nella Cappella dell'Annunciazione della chiesa di Santa Maria degli Angeli detta la Gancia.

 Santa Flavia 
- XVIII secolo, Decorazioni, fregi e manufatti in stucco, opere presenti nella basilica soluntina di Sant'Anna.

### Trapani e provincia
Alcamo 
- 1758, Statue allegoriche, dieci statue e decorazioni in stucco: due angeli nel presbiterio e otto statue allegoriche alle pareti: Religione, Pazienza, Rinunzia al mondo, Felicità, Vigilanza, Fede, Speranza, Carità. Opere custodite nella chiesa del Santissimo Salvatore o «Badia Grande».

 Mazara del Vallo 
- XVIII secolo, Statue allegoriche, fregi e manufatti in stucco per un totale di 20 statue, opere presenti nella chiesa di San Michele.

 Trapani 
- 1766, Decorazioni, apparato plastico, fregi e manufatti in stucco, opere autografe con la dicitura "BARTH. SANSEVERINUS PAN. ARCHITECTUS ET PLASTES 1766." presenti nella chiesa del Collegio dei Gesuiti.